# 彼得潘 (1924年电影)
《彼得潘》（英語：Peter Pan）是一部1924年的美国无声冒險電影，是J·M·巴里的同名剧作的首个电影改编版本。本片由赫伯特·布列侬导演，贝蒂·布隆森饰演彼得·潘，还突破性地选用了华裔演员黄柳霜饰演美國原住民虎蓮公主。
2000年，本片因其在“文化、历史和审美方面的显著成就”，被美国国会图书馆列入国家电影登记部下属的国家电影保存委员会保护电影名单。